# Lijst van nummer 1-hits in Denemarken in 2002
Deze hits stonden in 2002 op nummer 1 in de Tracklisten Top 40, de bekendste hitlijst in Denemarken.
| Datum        | Artiest               | Titel                      |
| ------------ | --------------------- | -------------------------- |
| 4 januari    | Afroman               | Because I Got High         |
| 11 januari   | Anastacia             | Paid My Dues               |
| 18 januari   | Gigi D'Agostino       | L'amour toujours           |
| 25 januari   | Nickelback            | How You Remind Me          |
| 1 februari   | Nickelback            | How You Remind Me          |
| 8 februari   | Shakira               | Whenever, Wherever         |
| 15 februari  | Shakira               | Whenever, Wherever         |
| 22 februari  | Shakira               | Whenever, Wherever         |
| 1 maart      | Shakira               | Whenever, Wherever         |
| 8 maart      | Shakira               | Whenever, Wherever         |
| 15 maart     | Shakira               | Whenever, Wherever         |
| 22 maart     | Shakira               | Whenever, Wherever         |
| 29 maart     | George Michael        | Freeek!                    |
| 5 april      | Shakira               | Whenever, Wherever         |
| 12 april     | Shakira               | Whenever, Wherever         |
| 19 april     | Shakira               | Whenever, Wherever         |
| 26 april     | DJ Aligator Project   | Stomp!                     |
| 3 mei        | DJ Aligator Project   | Stomp!                     |
| 10 mei       | DJ Aligator Project   | Stomp!                     |
| 17 mei       | Ronan Keating         | If Tomorrow Never Comes    |
| 24 mei       | Ronan Keating         | If Tomorrow Never Comes    |
| 31 mei       | Eminem                | Without Me                 |
| 7 juni       | Eminem                | Without Me                 |
| 14 juni      | Eminem                | Without Me                 |
| 21 juni      | Elvis Presley vs. JXL | A Little Less Conversation |
| 28 juni      | Elvis Presley vs. JXL | A Little Less Conversation |
| 5 juli       | Elvis Presley vs. JXL | A Little Less Conversation |
| 12 juli      | Elvis Presley vs. JXL | A Little Less Conversation |
| 19 juli      | Elvis Presley vs. JXL | A Little Less Conversation |
| 26 juli      | Elvis Presley vs. JXL | A Little Less Conversation |
| 2 augustus   | Elvis Presley vs. JXL | A Little Less Conversation |
| 9 augustus   | George Michael        | Shoot the Dog              |
| 16 augustus  | Elvis Presley vs. JXL | A Little Less Conversation |
| 23 augustus  | Elvis Presley vs. JXL | A Little Less Conversation |
| 30 augustus  | Elvis Presley vs. JXL | A Little Less Conversation |
| 6 september  | Outlandish            | Guantanamo                 |
| 13 september | Elvis Presley vs. JXL | A Little Less Conversation |
| 20 september | Outlandish            | Guantanamo                 |
| 27 september | Suede                 | Positivity                 |
| 4 oktober    | Las Ketchup           | The Ketchup Song (Aserejé) |
| 11 oktober   | Las Ketchup           | The Ketchup Song (Aserejé) |
| 18 oktober   | Las Ketchup           | The Ketchup Song (Aserejé) |
| 25 oktober   | Las Ketchup           | The Ketchup Song (Aserejé) |
| 1 november   | Las Ketchup           | The Ketchup Song (Aserejé) |
| 8 november   | Las Ketchup           | The Ketchup Song (Aserejé) |
| 15 november  | Jon                   | Right Here Next to You     |
| 22 november  | Jon                   | Right Here Next to You     |
| 29 november  | Jon                   | Right Here Next to You     |
| 6 december   | Jon                   | Right Here Next to You     |
| 13 december  | Julie                 | Every Little Part of Me    |
| 20 december  | Julie                 | Every Little Part of Me    |
| 27 december  | Julie                 | Every Little Part of Me    |